# Sòccida
La sòccida o sòcita és un tipus de contracte d'origen romà especial sobre ramaderia fet entre el propietari d'un ramat i la persona que s'obliga a pasturar-lo (pastor).
Segons aquest tipus de contracte es reparteixen entre ambdós els fruits i guanys obtinguts del ramat durant la vigència del contracte.